# كولمان كارول
كولمان كارول (بالإنجليزية: Coleman Carroll)‏ هو كاهن كاثوليكي أمريكي، ولد في 9 فبراير 1905 في بيتسبرغ في الولايات المتحدة، وتوفي في 26 يوليو 1977 في ميامي في الولايات المتحدة.